# 馬場氏
馬場氏
1. 摂津源氏の甲斐武田氏家老の馬場信春の一族。
2. 常陸平氏大掾氏流吉田氏の一族。馬場城（水戸城）を築いた。大掾氏で詳述。
3. 房総平氏千葉氏の一族。千葉輔胤以後の千葉氏当主はこの一族の出身とする説がある。詳しくは千葉輔胤で群述。
4. 少弐氏の家臣の馬場氏。
5. 松浦氏の族の馬場氏。
6. 清和源氏義仲流を称した木曽氏支族の馬場氏。江戸時代には旗本となった（釜戸馬場氏、茄子川馬場氏）。
7. 清和源氏新田氏族の馬場氏。肥後国益城郡木山の豪族。

## 少弐氏族の馬場氏
少弐氏は藤原北家秀郷流を称する。少弐氏族の馬場氏は少弐頼尚の弟・経員（つねかず）により創始され、頼興（よりおき） - 頼継（よりつぐ） - 資幸（すけゆき）と続いた後、少弐教頼の弟・肥前守頼経（よりつね）が養子入りした。この家系からの輩出者として、頼経の孫である馬場頼周が著名。

## 甲斐武田家譜代家老の馬場氏
清和源氏の祖の源満仲の嫡子の源頼光にはじまる摂津源氏の源仲政（馬場仲政。源頼政の父）を祖とする。『馬場家譜』によれば、馬場氏は源頼光の摂津源氏の後裔で、美濃源氏の土岐氏の祖となる源光信（土岐光信）の孫で美濃国土岐郡に土着した土岐光衡の一族。甲斐国巨摩郡教来石（北杜市白州町）に移り、教来石氏を名乗る。教来石駿河守信明は甲斐守護武田信重の娘婿となり馬場氏の名跡を継ぐ。この馬場氏とは木曾家村の三男・馬場常陸介家景を祖とする木曾氏の支流である。
武田信玄・勝頼期の譜代家臣である馬場信春（信房）は、もとは甲斐北西部の在郷武士団である武川衆に属する教来石氏の出自で教来石景政と名のっていたという。『甲陽軍鑑』によれば、武田家臣で教来石信明（馬場信明）の4代後の馬場虎貞が武田信虎（信玄の父）を諫言（かんげん）して手討ちされたため、天文15年（1546年）に信玄の命により景政は同族の馬場氏の名跡を継ぎ馬場美濃守信春と名乗る。信春は信玄・勝頼期の重臣として活躍し、天正3年（1575年）5月21日の長篠の戦いにおいて戦死する。
信春の子・馬場民部少輔昌房（美濃守）は長篠合戦後に家督を継承し、牧之島城（長野県長野市信州新町）の城代となる。『信長公記』によれば、天正10年（1582年）2月の織田・徳川連合軍の甲斐征伐に際しては信濃深志城（長野県松本市）を守備し、織田長益に城を明け渡し退去しており、その後戦死もしくは刑死したものと考えられている。
馬場氏の子孫には、馬場民部少輔の3男の系列になる甲斐国稲門朝気邑（現在の山梨県甲府市朝気町）の武田浪人で郷士の馬場彦左衛門の家系、江戸幕臣、和泉国淡輪村郷士、越後国松岡村郷士、下野国上三川村郷士などがある。主家武田氏との縁組も何代かにわたり行われたため、武田氏の一族として記される場合もある。上三川町の馬場氏は江戸期には累代名主職を務めており、一族の家紋は武田菱である。また、民部少輔の娘は青木信時の子・信安の室となっている。

## 穴山家家臣の馬場氏
武田家親族衆で甲斐河内領の領主・穴山氏の家臣には馬場忠時（八左衛門尉）がいる。忠時は穴山信君・勝千代に仕える。天正15年（1587年）6月に勝千代が死去すると徳川家康の五男・万千代（信吉）が穴山武田氏を継承すると忠時ら穴山家臣も万千代に仕え、天正18年（1590年）に万千代の移封に伴い下総国小金・常陸国水戸へ移る。慶長8年（1603年）9月に万千代が死去すると家中では対立が発生し、忠時は改易され大久保忠隣に預けられる。慶長18年（1613年）12月12日に忠時は家康に対し忠隣の謀反を訴え、大久保家の改易の発端になったという。その後の忠時・子孫の動向は不明。

## 清和源氏新田氏族の馬場氏
肥後国益城郡木山村より起こる木山氏流の豪族。もともと木山氏が馬場を名乗っていた。
『木山家文書』によれば、1589年（天正17年）の天草合戦のとき加藤清正と一騎打ちをして討死にした木山弾正惟久（益城郡木山城主）の子孫が、鹿児島出水に逃れ母方の吉田姓を名乗り、木山城に残った者たちが馬場姓を用いる。木山氏は、島原の乱後の1641（寛永18）年に、天草が幕領となって以来、幕末まで11代にわたって本戸組大庄屋を世襲し、その際、一貫して本渡馬場村庄屋を兼帯している。肥後国天草郡本戸馬場村と益城郡木山の馬場姓とは、同じ木山氏流である。

## 清和源氏義仲流を称した木曽氏支族の馬場氏
木曾氏の支族である。
木曾讃岐守家村の第三子の、黒川常陸介家景の玄孫の家次が、信濃国伊那郡馬場に居住した時に、馬場孫三郎と称したのが始まりである。その子孫が木曽谷の黒川郷に帰住して黒川砦を守った。
江戸幕府の旗本となった馬場半左衛門昌次はその後裔である。
馬場半左衛門昌次は、徳川家康が会津征伐の際に山村甚兵衛良勝、千村平右衛門良重と共に下野の小山へ赴き東軍に加わったが病となって、山村、千村が木曽に向けて出発した後も小山に留まって木曽の軍用を勤めた。
病が回復した後に徳川秀忠軍が中山道を関ヶ原に向けて進軍すると小笠原信之とともに妻籠城を守備し、他の木曾衆、遠山友政、遠山利景、小里光親らと共に豊臣方の大名が占拠していた美濃国明知城・岩村城を攻めて武功を挙げた。
昌次が関ヶ原の戦いの前哨戦の東濃の戦いにおいて山村良勝や千村良重等の他の木曾衆と伴に妻籠城にて徳川秀忠を迎え、後に手勢を出して岩村城と明知城を攻略した功績によって、美濃国土岐郡釜戸村の973石2斗・恵那郡茄子川村の一部275石と甲斐国巨摩郡の内で合計1,600石を賜り旗本の釜戸馬場氏となった。
その後、釜戸馬場氏は、美濃国可児郡内に307石と常陸国内に1,528石の知行所を加増された。
明暦3年(1657年)11月25日、3代目の利尚の時に、弟の利興に対して父の遺領の内、恵那郡の茄子川村の内の275石と甲斐国巨摩郡の合計600石を分知して、茄子川馬場氏が誕生した。
2代目の利重は島原の乱の後に長崎奉行を勤めた。妻は妻木城主の妻木家頼の娘である。
その後、釜戸馬場氏は、本所奉行、京都町奉行、日光奉行、大阪城御目付代、西丸留守居役などの役職についた。
釜戸馬場氏は(昌次-利重-利尚-尚恒-尚真-尚茂-尚武-利光-昌平-克昌-昌之)と続いた。
明治2年（1869年）12月2日の布告により馬場大助(昌之)は知行所を政府に奉還した。